# Sita Ram
Sita Ram fue un erudito y diplomático indio.
- Fue alumno de la primaria en Meerut, estudió Sánscrito en la Allahabad University.
- Desde 1907 era Secretario de la Meerut College de dos colegios de las niñas en Meerut, de 1923 a 1934 y 1940 a 1946 fue miembro de la Comité Ejecutivo.
- Fue asociado con Ejecutivos de la las Universidades de Allahabad Muslim and Benares (Hindu), que se presentan en una serie de Comités y juntas designados por el Gobierno.
- De 1910 a 1920 fue consejal de las Alcaldía de Meerut.
- De 1911 a 1925 fue Secretario de la All-India Yadav Mahasabha.
- De 1913 a 1936 fue Secretario de una escuela de Educación primaria llamada Deva Nagri que desaollo a un instituto de la Educación secundaria.
- De 1918 a 1925 fue Director General de Meerut District Cooperative Bank Ltd.[1]
- De 1906 a 1919 fue miembro del Congreso Nacional Indio.
- De 1921 a 1937 fue miembro del consejo legislativo de las Provincias Unidas de Agra y Oudh
- De 1925 a 1937 fue el primer electo, no asignado official Presidente de India.
- De 1937 a 1948 fue Presidente de la Cámara Alta (legislativa) en las Provincias Unidas de Agra y Oudh.

- De marzo de 1949 a noviembre de 1950 fue Alto Comisionado en Karachi.[2]